# Hシステム
Hシステムはタイトーが開発したアーケードゲーム基板である。

## スペック
- メインCPU : MC68000 @ 12MHz
- サウンドCPU : Z80 @ 4MHz
- 音源チップ : YM2610
- 映像出力解像度 : 低／中 (サイバリオンにて使用)
- ハードウェア機能 : スプライト拡大縮小機能を搭載

## 主なタイトル
- ゴーフォーザゴールド（1988年）
- サイバリオン（1988年）
- ダイナマイトリーグ（1989年）